# Dan Wesson 8/9/11/12
 (mars 2021).
Si vous disposez d'ouvrages ou d'articles de référence ou si vous connaissez des sites web de qualité traitant du thème abordé ici, merci de compléter l'article en donnant les références utiles à sa vérifiabilité et en les liant à la section « Notes et références ».

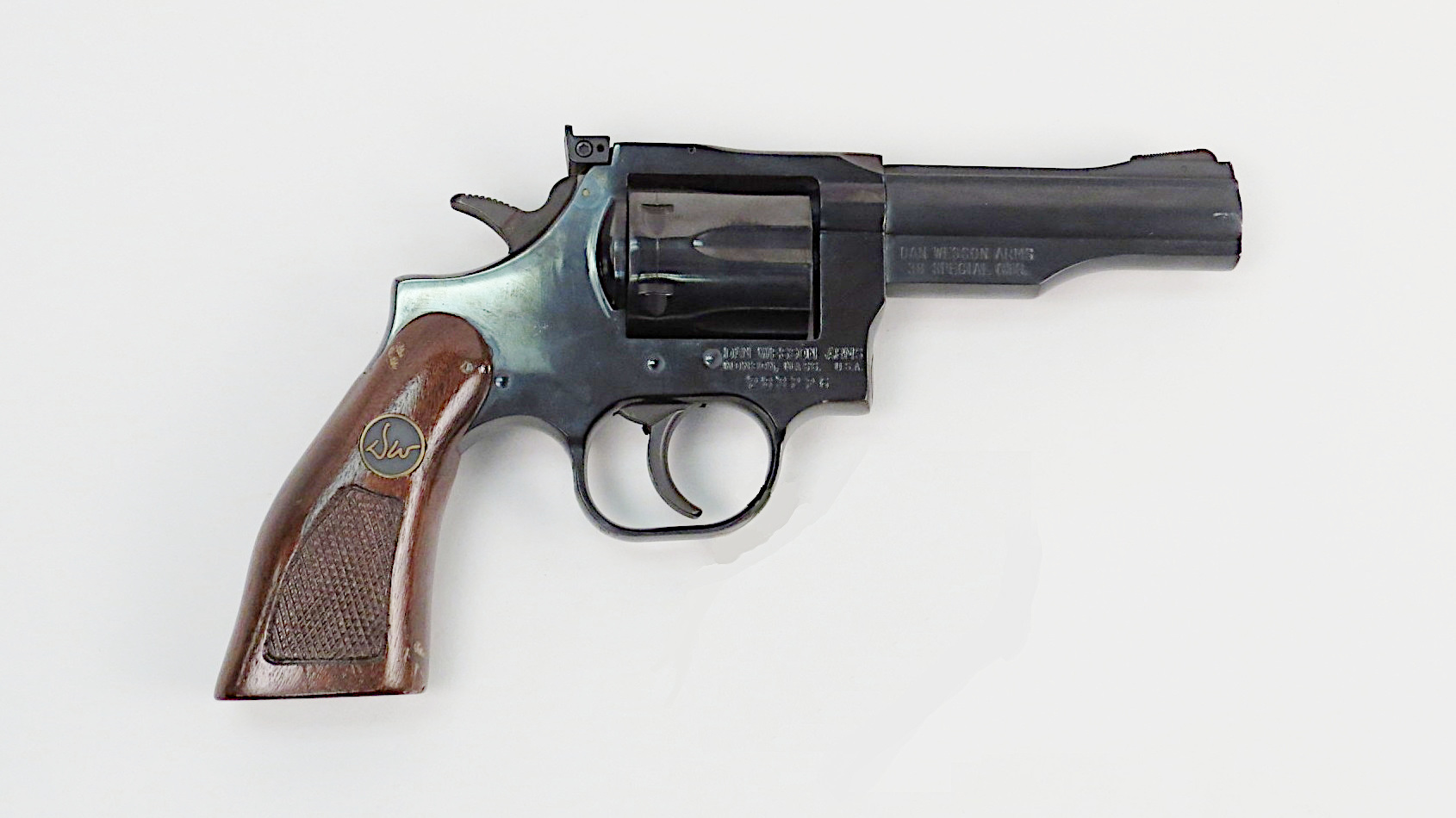
Un Dan Wesson W9 en calibre .38 Spécial à canon de 10 cm et visée réglable pour la défense personnelle.

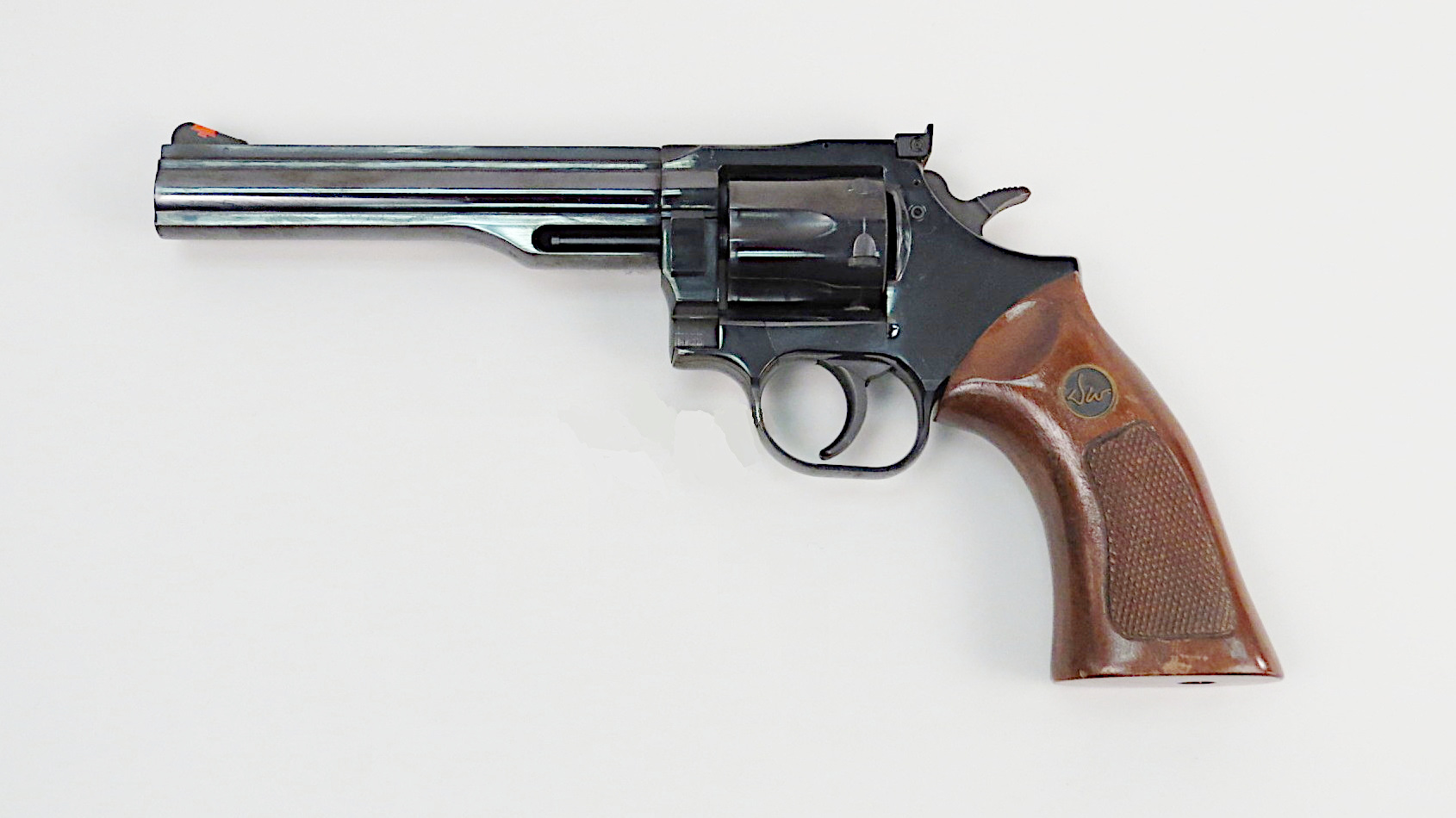
Un Dan Wesson W12 en calibre .357 Magnum à canon de 15 cm pour le tir sportif.

Les Dan Wesson W8, W9, W11 et W12 furent les premiers revolvers à canon interchangeable produits par Dan Wesson Firearms de 1968 à 1975. Leur succéderont la gamme des Dan Wesson  8-2/9-2/708/709 mais surtout les Dan Wesson  Modèles 14 et  15.

## Présentation technique
Ces révolvers à carcasse moyenne chambrés  en .38 Spécial (Modèles 8 et 9) ou .357 Magnum (Mod-les 11 et 12). Ils fonctionnent avec une platine à double action.
Le fabricant proposait 3 longueurs de canon interchangeables : 2,5, 4 et 6 pouces soit 6, 35, 10 et 15 cm. De même,  le client pouvait opter pour 3 types de crosses en noyer.  
Les W8 et 11 ont une hausse fixe alors que celles des W9 et W12 est réglables.

## Données chiffrées des Modèles 8 et 9
- Calibre : 9 mm
- Munition :  .38 Special
- Canon : 6,35/10/15 cm
- Barillet : 6 cartouches
- Longueur de l’arme : 235 mm avec canon de 102 mm.
- Masse de l’arme vide :   930 (W8) à 955 g (W9) avec canon de 102 mm.

## Données chiffrées des Modèles 11 et 12
- Calibre : 9 mm
- Munition :  .357 Magnum
- Canon : 6,35/10/15 cm
- Barillet : 6 cartouches
- Longueur de l’arme : 235 mm avec canon de 102 mm.
- Masse de l’arme vide :   950 (W11) à 965 g (W12) avec canon de 102 mm.

## Le Dan Wesson W11 et la Police New-Yorkaise
Au début des années 1970, le NYPD acheta des W11 dotés d’un  canon fixe de 4 pouces mais chambrés uniquement en .38 Special.

## Source
- Raymond Caranta, Les armes de  défense, Balland, 1972
- Lucien Sérandour, Les Armes de poing modernes, Balland, 1970